# Corrente de vento ocidental

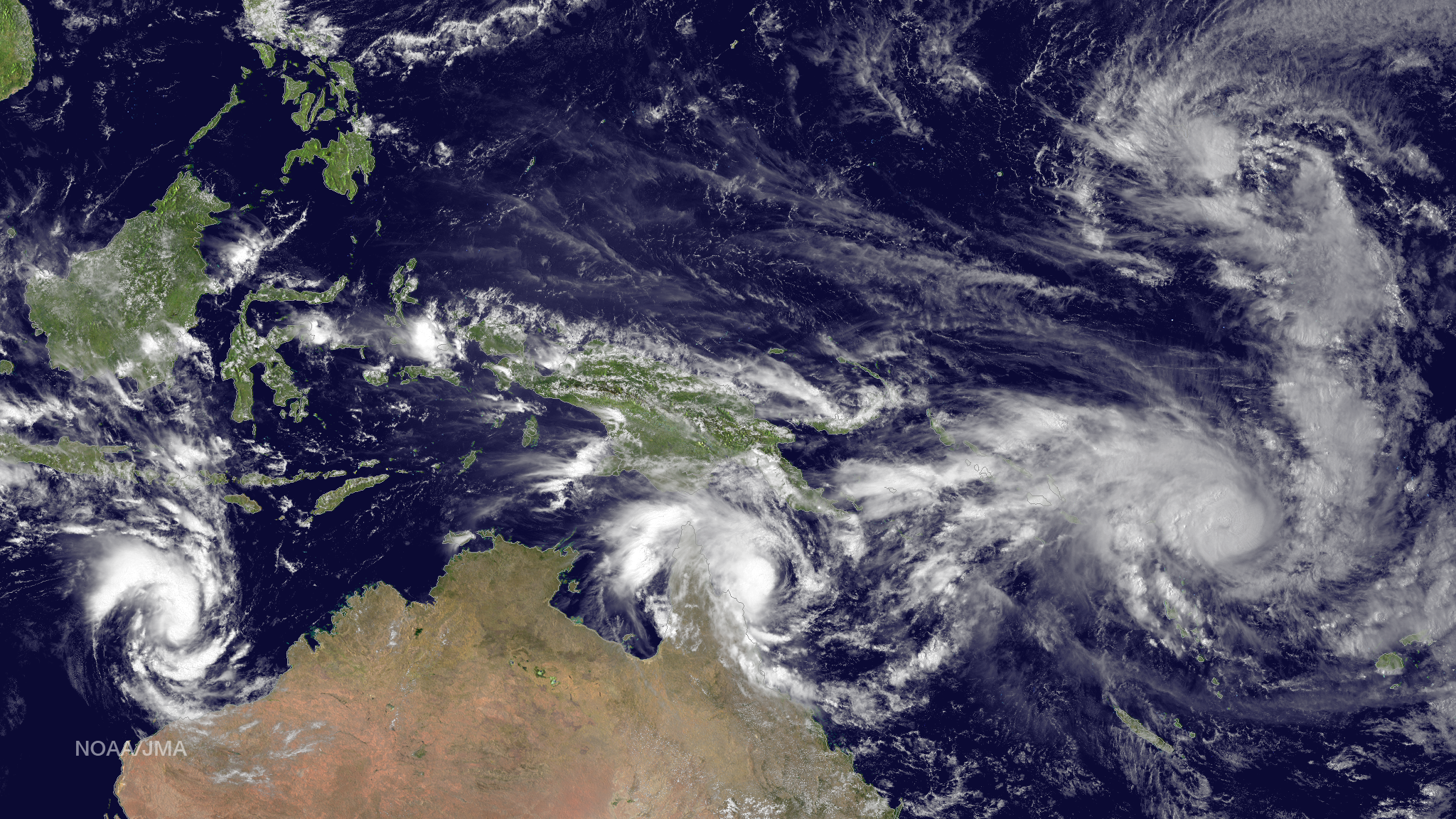
Os ciclones tropicais Olwyn (esquerda), Nathan (centro), Bavi (canto superior direito) e Pam (canto inferior direito) em março 11 de 2015. Bavi e Pam se desenvolveram simultaneamente como resultado de uma rajada de vento de oeste.

Uma corrente de vento ocidental é um fenômeno comumente associado a eventos de El Niño, em que os típicos ventos alísios de leste a oeste ao longo do Pacífico equatorial mudam para oeste a leste. Uma rajada de vento de oeste é definida por Harrison e Vecchi (1997) como ventos sustentados de 25 km/h (16 mph) durante um período de 5-20 dias. No entanto, nenhuma definição concreta foi determinada, com Tziperman e Yu (2007) definindo-os como tendo ventos de 14 km/h (8,7 mph) e durando "pelo menos alguns dias". Em média, três desses eventos ocorrem a cada ano, mas são significativamente mais comuns durante os anos de El Niño. Eles têm sido associados a vários fenômenos de mesoescala, incluindo ciclones tropicais, ondas de frio de latitude média e a oscilação Madden-Julian. Sua conexão com as ondas Kelvin também indica uma conexão com o início dos eventos El Niño, com todas as ocorrências importantes desde a década de 1950 apresentando uma rajada de vento de oeste em seu início.
Estudos recentes, incluindo Yu et al. (2003), indicaram alguma correlação entre rajadas de vento de oeste e El Niño–Oscilação Sul (ENSO). Esses eventos ocorrem com mais frequência quando a piscina quente do Pacífico equatorial é estendida por eventos ENSO. Existe uma relação significativa entre a frequência das rajadas de vento de oeste e as temperaturas da superfície do mar do Pacífico equatorial central, com eventos ocorrendo comumente quando 29 °C (84 °F) temperaturas estavam presentes. As rajadas de vento também viajaram junto com a piscina quente, propagando-se de oeste para leste.
Um evento de rajada de vento de oeste pode frequentemente resultar na formação de ciclones tropicais gêmeos no Pacífico, com eventos ocorrendo anualmente em média. Esses eventos estimulam a rotação no sentido anti-horário no Hemisfério Norte e a rotação no sentido horário no Hemisfério Sul – um componente chave dos sistemas de baixa pressão. Por exemplo, em julho O tufão Chan-hom e o ciclone Raquel de 2015 desenvolveram-se simultaneamente sobre o Noroeste e o Sudoeste do Pacífico, respectivamente, em conjunto com uma rajada de vento de oeste. Este também foi o único caso conhecido de ciclones gêmeos durante julho e atribuído à força recorde do evento El Niño de 2014–16. Outra rajada de vento excepcionalmente forte levou às formações atípicas da Depressão tropical Nove-C e do Furacão Pali no final de dezembro de 2015 e início de janeiro de2016, respectivamente, juntamente com a formação do ciclone Ula no Pacífico Central e Sudoeste. Da mesma forma, a formação de ciclones gêmeos ao longo do Pacífico equatorial pode estimular a formação de rajadas de vento de oeste e intensificar os eventos de El Niño. Em maio de 2002, uma forte rajada de vento de oeste moveu-se de oeste para leste através do Oceano Índico, produzindo dois conjuntos separados de ciclones gêmeos. Isso levou primeiro ao desenvolvimento do ciclone Kesiny no sudoeste do Oceano Índico e de uma tempestade que atingiu Omã, e mais tarde gerou uma depressão profunda que atingiu Mianmar e a tempestade tropical Errol no sudoeste da Indonésia.